# Félicité Carrel
Félicité Carrel foi uma alpinista italiana, conhecida pela sua tentativa de escalar o Monte Matterhorn em 1867.

## Biografia
Carrel era filha do montanhista italiano Jean-Antoine Carrel. Em 1867 Carrel e o seu pai juntaram-se a Caesar Carrel, J. J. e J. P. Maquignaz numa tentativa de escalar o Monte Matterhorn. Carrel começou a escalada mas acabou por voltar para trás por causa da sua roupa (quando batia vento a roupa dificultava a escalada) e assim voltou com o seu pai enquanto os outros continuaram.

## Legado
A tentativa de escalada de Carrel em 1867 faz dela a primeira mulher a tenta-lo.